# Servette Football Club Chênois Féminin
Il Servette Football Club Chênois Féminin, citato anche più semplicemente come Servette Chênois, è una squadra di calcio femminile svizzera con sede nel comune di Chêne-Bourg, Canton Ginevra. La società venne fondata nell'estate 2017 come fusione del Chênois precedente con il Servette maschile, del quale ripropone tenute di gioco e colori sociali, rilevandone il posto in Lega Nazionale B, secondo livello del campionato svizzero, per il campionato 2017-2018. Dopo una sola stagione in cadetteria la squadra ha vinto il campionato accedendo così alla Women's Super League.

## Allenatori e presidenti
Di seguito l'elenco degli allenatori e dei presidenti del Servette F.C. Chênois Féminin.
| Allenatori - 2017-2023 Eric Sévérac - 2023- José Barcala | Presidenti - 2017-2020 Salvatore Musso - 2020- Pascal Besnard |

## Palmarès
- Campionato svizzero: 2

2020-2021, 2023-2024
- Coppa Svizzera: 2

2022-2023, 2023-2024

### Altri piazzamenti
- Coppa Svizzera:

Semifinalista: 2017-2018

## Organico

### Rosa 2024-2025
Rosa, ruoli e numeri di maglia come da sito ufficiale, integrati dai siti worldfootball.net e UEFA.com, aggiornati al 16 settembre 2024.
| N. |                      | Ruolo | Calciatrice          |
| -- | -------------------- | ----- | -------------------- |
| 1  | Finlandia (bandiera) | P     | Tinja-Riikka Korpela |
| 2  | Svizzera (bandiera)  | C     | Laura Tufo           |
| 3  | Francia (bandiera)   | D     | Daïna Bourma         |
| 4  | Svizzera (bandiera)  | D     | Laura Felber         |
| 5  | Svizzera (bandiera)  | C     | Sandrine Mauron      |
| 6  | Marocco (bandiera)   | C     | Élodie Nakkach       |
| 7  | Marocco (bandiera)   | A     | Imane Saoud          |
| 8  | Venezuela (bandiera) | D     | Yénifer Giménez      |
| 9  | Svezia (bandiera)    | A     | Cassandra Korhonen   |
| 10 | Francia (bandiera)   | C     | Imène El Ghazouani   |
| 13 | Francia (bandiera)   | D     | Manon Revelli        |
| 17 | Svezia (bandiera)    | A     | Therese Simonsson    |

| N. |                       | Ruolo | Calciatrice       |
| -- | --------------------- | ----- | ----------------- |
| 18 | Croazia (bandiera)    | D     | Ana Jelenčić      |
| 19 | Spagna (bandiera)     | C     | Paula Serrano     |
| 20 | Lituania (bandiera)   | A     | Rimantė Jonušaitė |
| 21 | Francia (bandiera)    | C     | Maéva Clémaron    |
| 24 | Portogallo (bandiera) | D     | Joana Marchão     |
| 28 | Estonia (bandiera)    | A     | Jaanika Volkov    |
| 29 | Spagna (bandiera)     | A     | Paloma Lázaro     |
| 30 | Francia (bandiera)    | P     | Mickaëla Bottega  |
| 31 | Svizzera (bandiera)   | P     | Leyla Laubscher   |
| 33 | Svizzera (bandiera)   | P     | Leona Ajrullahi   |
| 37 | Svizzera (bandiera)   | D     | Amina Muratovic   |
| 38 | Svizzera (bandiera)   | D     | Chiara Wallin     |

### Rosa 2023-2024

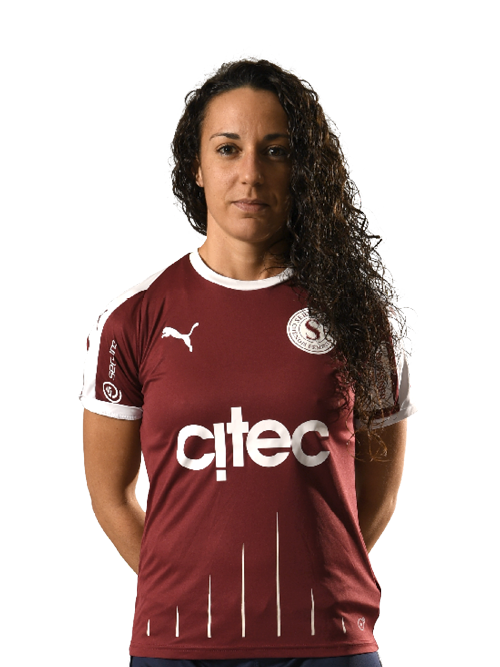
Paula Serrano

Rosa, ruoli e numeri di maglia come da sito ufficiale, aggiornati al 4 febbraio 2024.
| N. |                       | Ruolo | Calciatrice        |
| -- | --------------------- | ----- | ------------------ |
| 2  | Svizzera (bandiera)   | C     | Laura Tufo         |
| 3  | Francia (bandiera)    | D     | Daïna Bourma       |
| 4  | Svizzera (bandiera)   | D     | Laura Felber       |
| 5  | Svizzera (bandiera)   | C     | Sandrine Mauron    |
| 6  | Marocco (bandiera)    | C     | Élodie Nakkach     |
| 7  | Marocco (bandiera)    | A     | Imane Saoud        |
| 8  | Spagna (bandiera)     | C     | Paula Serrano      |
| 9  | Svezia (bandiera)     | A     | Cassandra Korhonen |
| 10 | Spagna (bandiera)     | C     | Malena Ortiz       |
| 11 | Svizzera (bandiera)   | D     | Michèle Schnider   |
| 12 | Portogallo (bandiera) | P     | Inês Pereira       |

| N. |                       | Ruolo | Calciatrice       |
| -- | --------------------- | ----- | ----------------- |
| 14 | Svizzera (bandiera)   | D     | Nathalia Spälti   |
| 16 | Portogallo (bandiera) | D     | Mónica Mendes     |
| 17 | Svezia (bandiera)     | A     | Therese Simonsson |
| 18 | Croazia (bandiera)    | D     | Ana Jelenčić      |
| 20 | Lituania (bandiera)   | A     | Rimantė Jonušaitė |
| 21 | Francia (bandiera)    | C     | Maéva Clémaron    |
| 24 | Portogallo (bandiera) | D     | Joana Marchão     |
| 30 | Francia (bandiera)    | P     | Mickaëla Bottega  |
| 37 | Svizzera (bandiera)   | D     | Amina Muratovic   |
| 38 | Svizzera (bandiera)   | D     | Chiara Wallin     |